# شمبانزي شائع
الشمبانزي الشائع أو البَعَامَة الشائعة أو الأوْرَان (الاسم العلمي: Pan troglodytes) (بالإنجليزية: Common chimpanzee)‏ هو نوع من الشمبانزي ينتمي إلى فصيلة البشرانيات، اٍسم تروغلوديت من اليونانية بمعنى ساكن الكهوف، وسماها يوهان فريدريش بلومنباخ في كتابه كتيب التاريخ الطبيعي المنشور عام 1779م.